# Шарый, Григорий Иванович
Григорий Иванович Шарый (укр. Григорій Іванович Шарий; 31 июля 1961, село Тимченки, Градижский район, Полтавская область, УССР (ныне Черкасская область, Украина)) — украинский научный сотрудник, специалист в области землеустройства.
Поэт, автор сборников поэзий и стихов.

## Биография
Мать Ольга Дмитриевна — учитель, отец Иван Григорьевич — агроном.
В 1983 году окончил Полтавский сельскохозяйственный институт с отличием, по специальности «Экономист-организатор сельскохозяйственного производства».
В 2002 году получил квалификацию инженера-землеустроителя в Харьковском Государственном аграрном университете имени В. В. Докучаева.
В 2006 году окончил Харьковский региональный институт государственного управления, квалификация: магистр государственного управления; в 2007 году — Межрегиональную академию управления персоналом по специальности «Юриспруденция».
С 1983 по 1984 годы проходил военную службу, старший лейтенант запаса.
С 1984 года по 1990 годы работал главным экономистом, председателем колхоза в Чутовском районе Полтавской области.
В 1989 году избирался народным депутатом СССР от Всесоюзного Ленинского Коммунистического Союза Молодежи, а затем депутатом Верховного Совета СССР и членом Комитета Верховного Совета СССР по вопросам гласности, прав и обращений граждан.
В 1990-92 гг. возглавлял молодёжное движение на Полтавщине.
С 1992 года, в агропромышленном комплексе области: заместитель Генерального директора «Облагропостач», главный специалист Управления сельского хозяйства, директор «Полтавского сельского торгового дома».
С 1998 года по 2012 годы — начальник Главного управления «Госкомзема» в Полтавской области, с 2012 по 2015 годы — первый заместитель начальника Госземагентства в Полтавской области.
С 2015 года по 2020 год: доцент, профессор, заведующий кафедры автомобильных дорог, геодезии, землеустройства и сельских зданий Полтавского национального технического университета имени Юрия Кондратюка.
В 2020 году стал и. о. директора Учебно-научного института архитектуры, строительства и землеустройства в Полтаве.

## Научная деятельность
В 2010 году присуждена научная степень кандидата наук по государственному управлению. В 2017 году — степень доктора экономических наук.
Автор и соавтор 139 публикаций научного, научно методического и научно технического характера. Среди них 7 учебных пособий, 2 единоличных монографии, 8 монографий в соавторстве, в том числе 1 за рубежом, 69 научных статей, из которых 3 в наукометрических базах Scopus, Web of Science.
Основными направлениями научных исследований являются проблемы институционального развития земельных отношений в Украине и институционализации включения земель в экономический оборот, оценки земель. Научные исследования направлены на совершенствование земельных отношений в Украине и государственной регуляторной земельной политики.

## Награды
Награждён нагрудным знаком «Почетный землеустроитель Украины», Почетными грамотами Областного совета, облгосадминистрации, Госкомзема Украины, Министерства Образования Украины, Академии наук Украины.